# سیارک ۱۱۲۹۶
سیارک ۱۱۲۹۶ (به انگلیسی: 11296 Denzen، نامگذاری:1992KA) یازده هزار و دویست و نود و ششمین سیارک کشف شده‌است که در ۲۴ مه ۱۹۹۲ کشف شد.